# Square Victoria
Pour les articles homonymes, voir Victoria.
Le Square Victoria est un espace vert de Montréal.

## Situation et accès
Ce square de forme rectangulaire allongée, se situe au cœur du Quartier international de Montréal dans une voie qui porte plusieurs noms, entre la côte du Beaver Hall, au nord, et la rue McGill, au sud. Il est bordé par les rues Viger au nord et la rue Saint-Jacques au sud. Il est traversé par la rue Saint-Antoine. Une station de métro porte le nom de Square-Victoria–OACI avec deux entrées dans le square.

## Origine du nom
Il rend honneur à reine Victoria.

## Historique
Dès 1813, cet emplacement était occupé par un marché au foin fréquenté par les agriculteurs des proches campagnes de Montréal. À cette époque, ce lieu était entouré de petites constructions à deux étages, modestes résidences urbaines ainsi que par quelques églises.

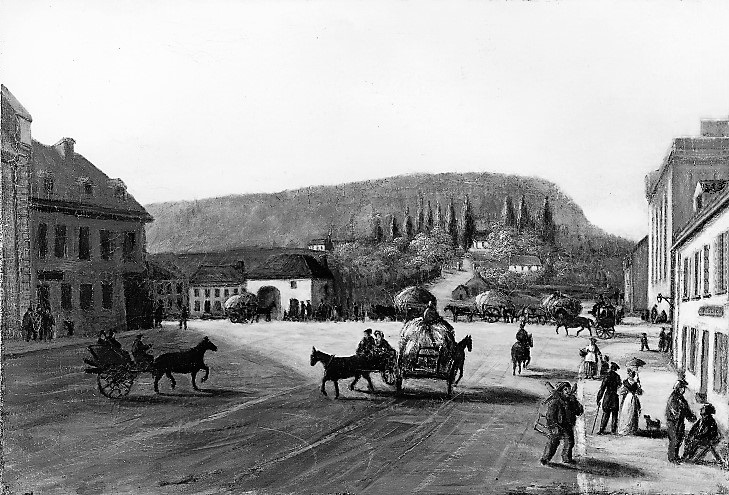
Vers 1830
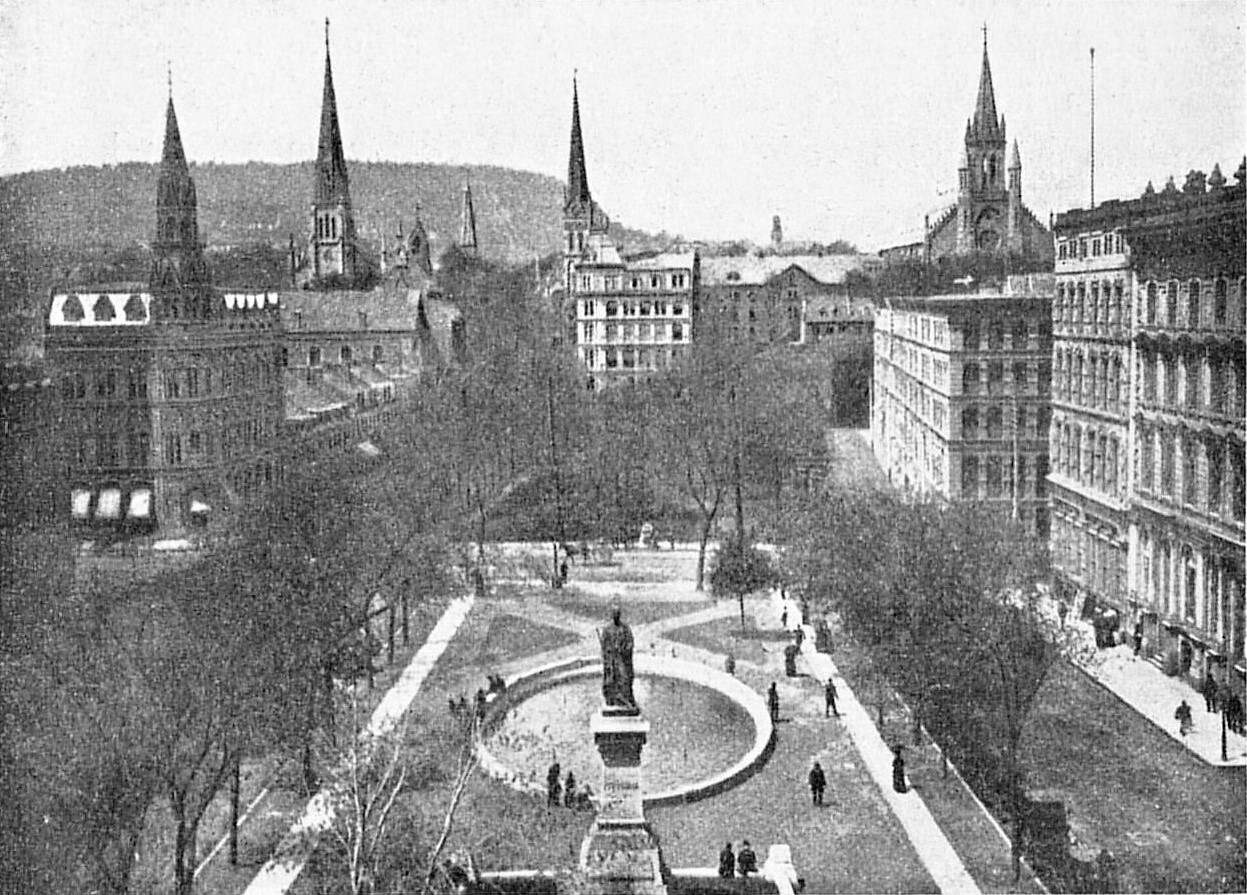
Vers 1900
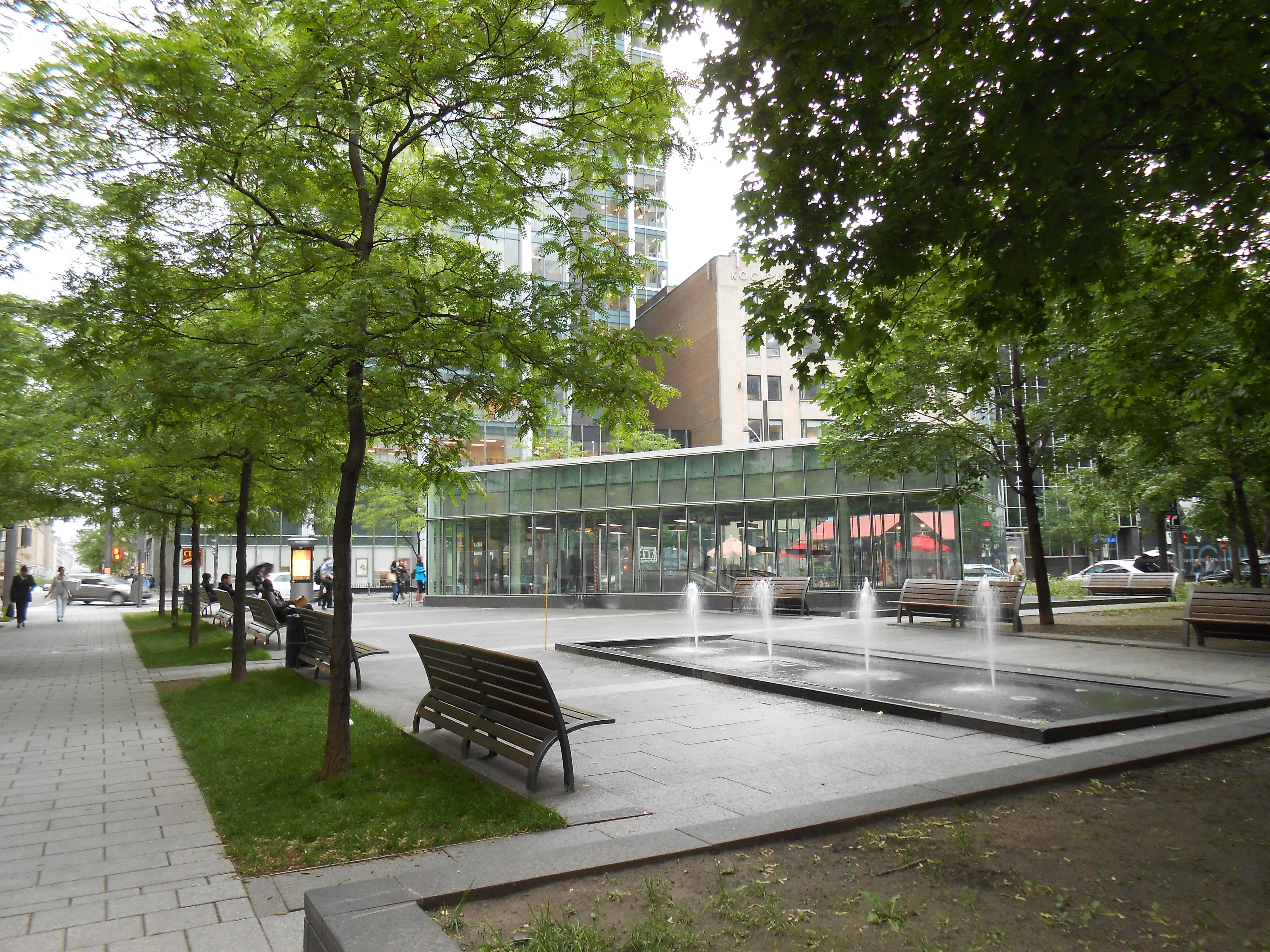
En 2013

Le 10 octobre 1860, quelques mois après l'inauguration du pont Victoria par le prince de Galles, le square prend le nom de « square Victoria ». Le 21 novembre 1872, le gouverneur général Lord Dufferin dévoile une grande statue de la reine, œuvre du sculpteur Marshall Wood. De plus, à la suite des plaintes et des pétitions des propriétaires de terrains situés au nord de la rue Saint-Antoine, la Ville déplace le marché dans les années 1860, et aménage l'ensemble de la place en square. À partir de cette époque, le square Victoria et ses abords deviennent un quartier prestigieux.
Dans les années 1960, de grands bouleversements viennent considérablement modifier ce petit centre : la construction de l’autoroute souterraine Ville-Marie entraine la destruction de certains pâtés de maisons alors que la construction de la Tour de la Bourse vient occuper le côté ouest par une présence massive.
Le Square Victoria connaît un réaménagement important en 2002-2003 dans le cadre du vaste projet de réalisation du Quartier international de Montréal. On y a procédé à la configuration qu'on lui connaît actuellement.
En octobre et novembre 2011, le Square Victoria est occupé par des manifestants -dits « les indignés »- à l'occasion du mouvement Occupons Montréal. Ils rebaptisent alors officieusement le Square Victoria en « place des Peuples » (ou « place du Peuple »).

## Bâtiments remarquables et lieux de mémoire

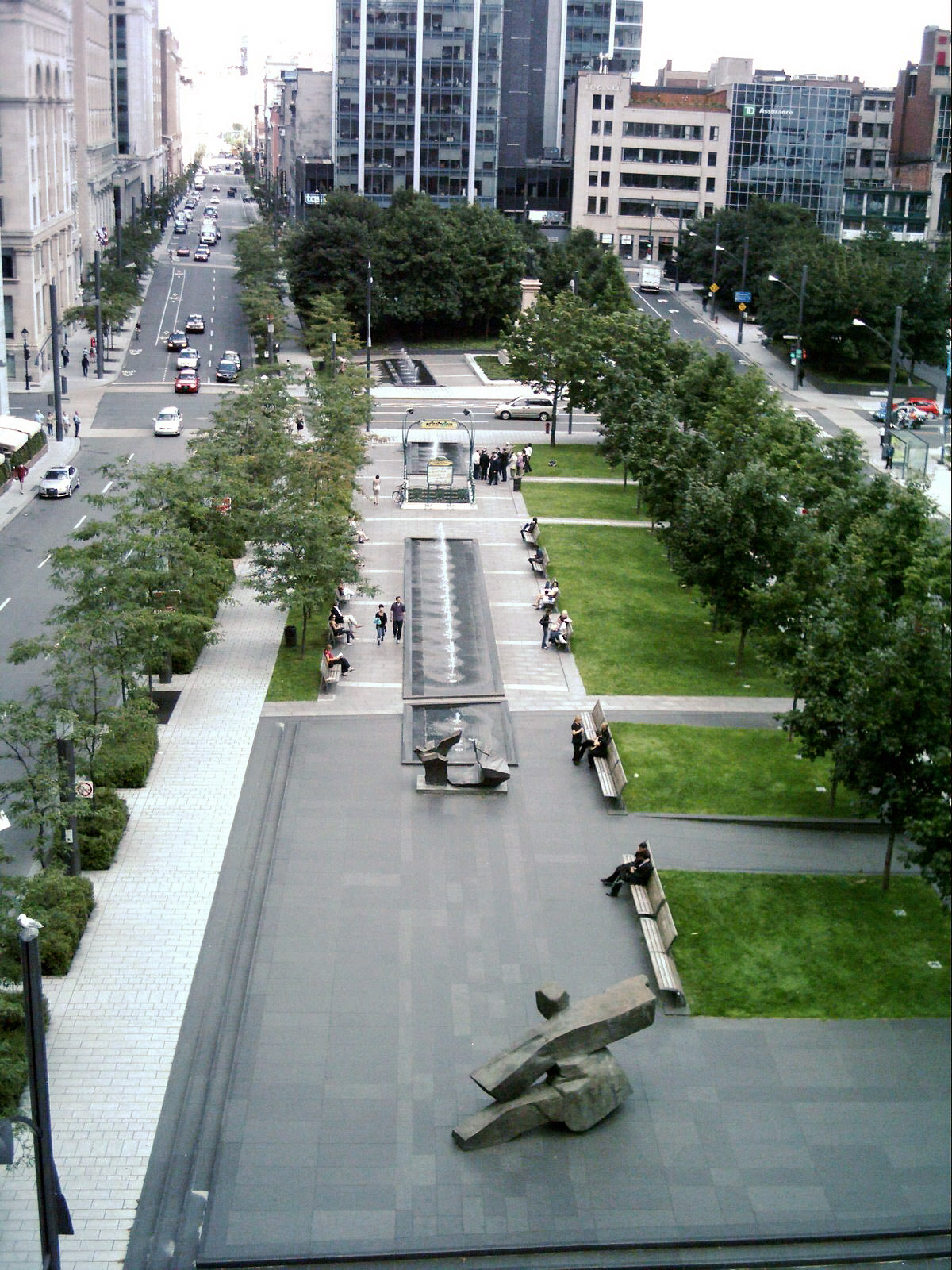
Vue générale du Square Victoria depuis le toit d'un édifice coin Beaver Hall et Viger. On y voit les sculptures au nord, les jets d'eau au centre et le petit boisé tout au sud devant le siège social de Québecor.

Un des éléments les plus importants du Square demeure l'entrée de métro de style art nouveau d'Hector Guimard, créée selon les modèles des entrées du métro parisien. Une grande statue de la reine Victoria y figure également, en plein centre. Il y a aussi une sculpture contemporaine de Ju Ming appelée Simple fouet en Taichi (Taichi Single Whip).
Des terrasses ornées de sculptures modernes, de jets d'eau enlignés et de bancs, réservent de la place à des arbres individuels, au nord, ou groupés en un boisé, au sud.
Aux abords du square sont situés : à l'est le Centre de commerce mondial de Montréal, à l'ouest la Tour de la Bourse et la Place de la Cité internationale, au sud l'édifice Québecor, et au nord la Tour de la Banque nationale du Complexe Maisonneuve.

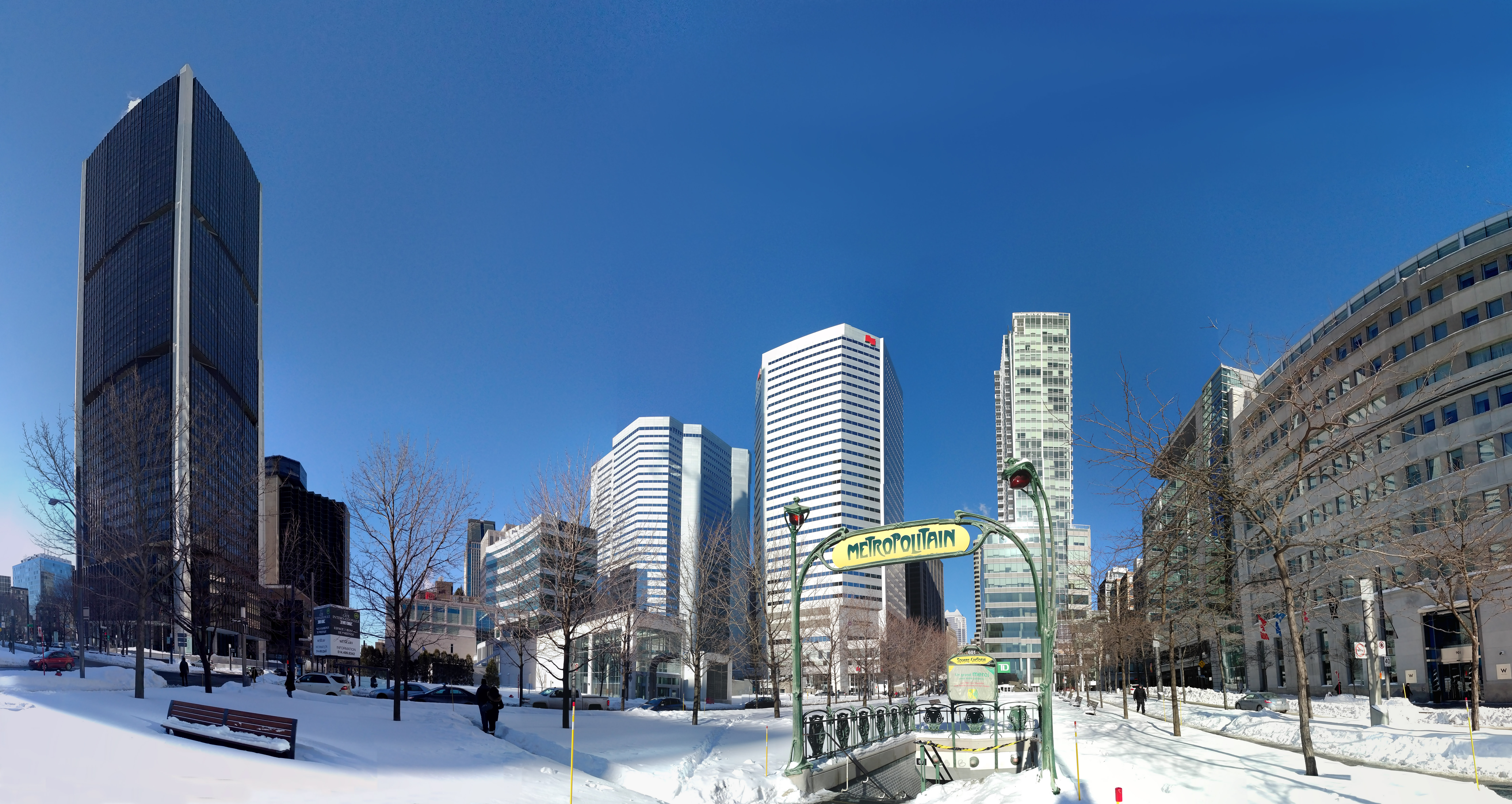
Tour de la Bourse et métro Square Victoria.
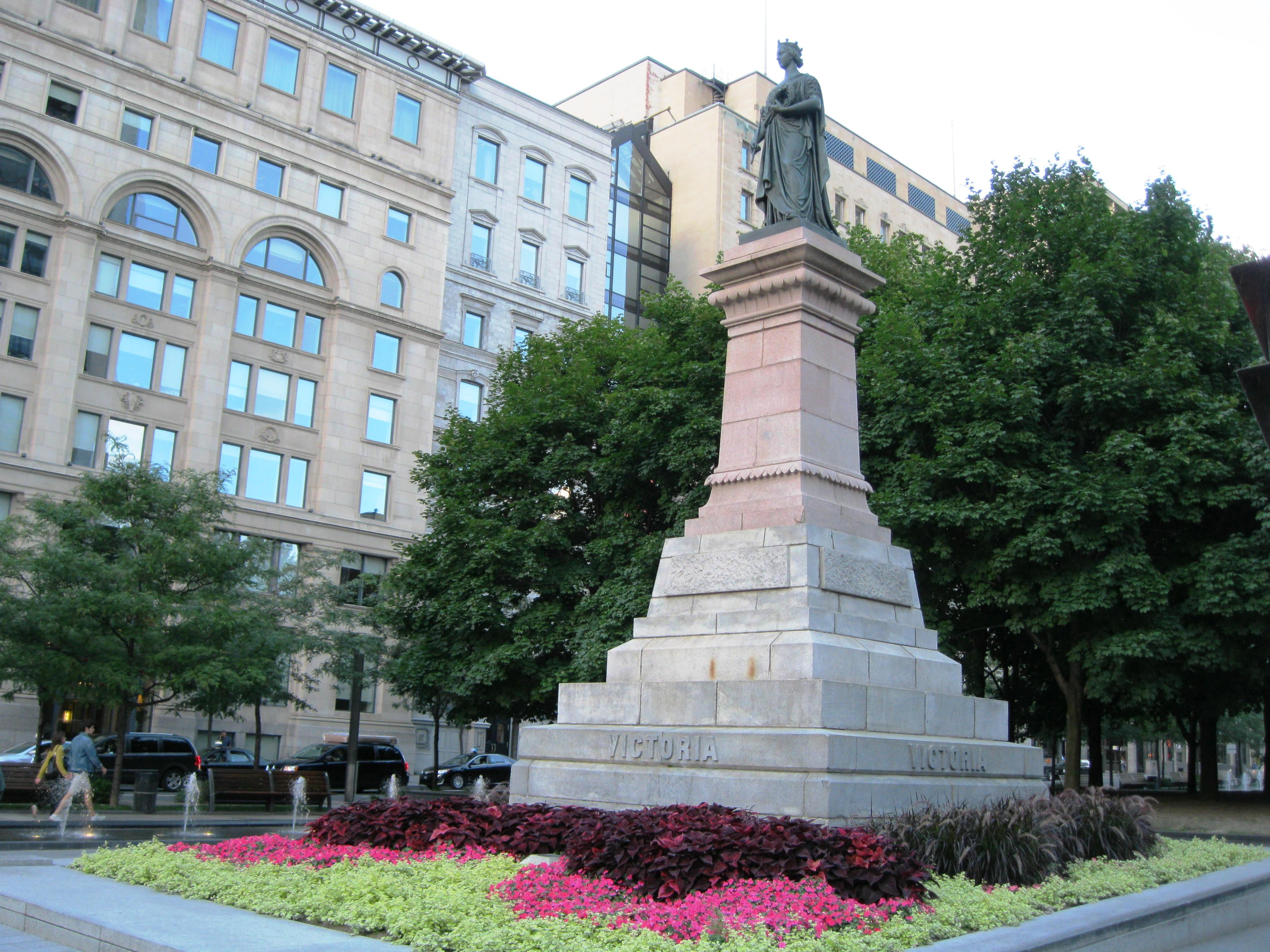
Statue de la reine Victoria, au centre du square.
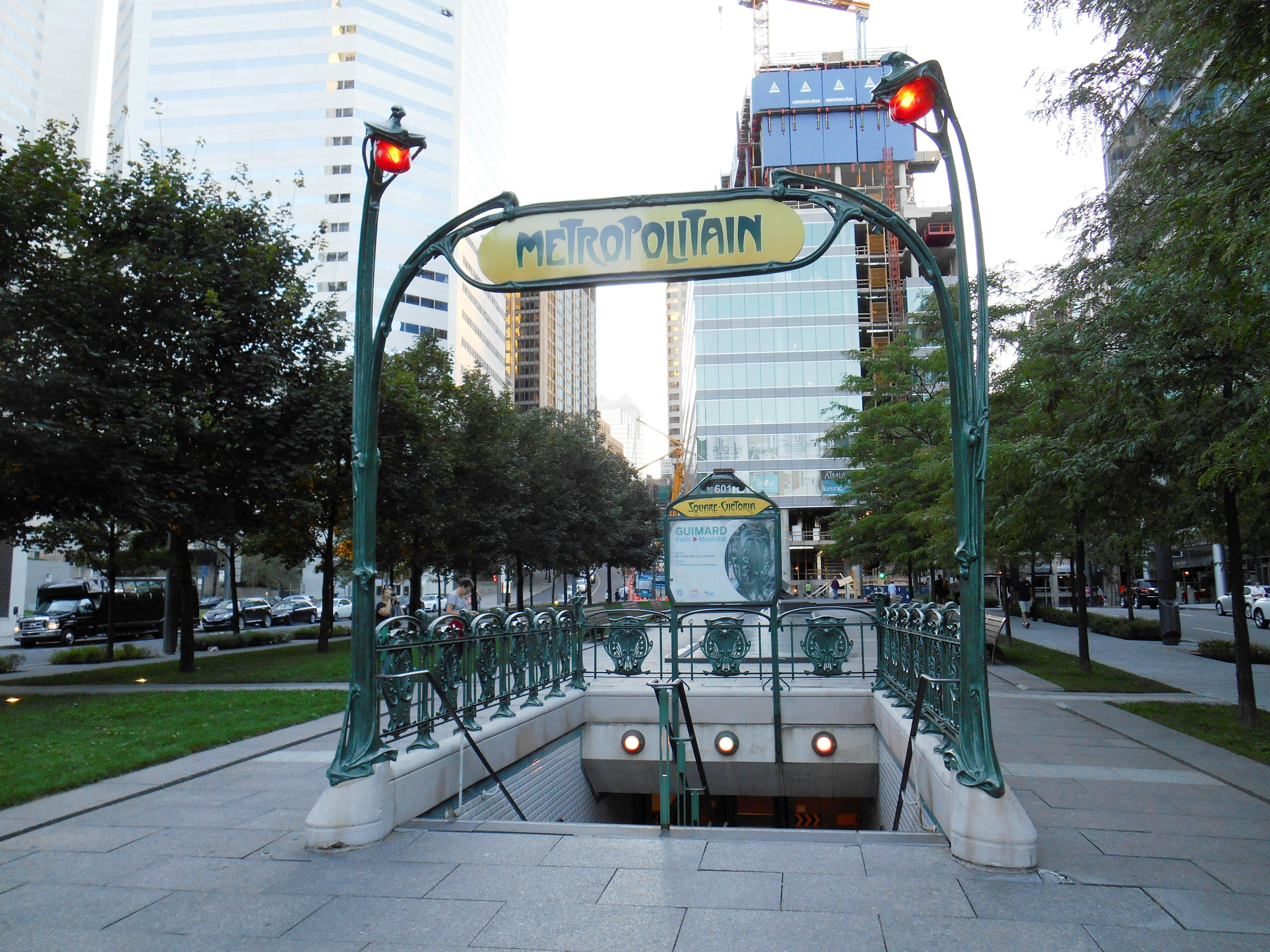
L'entrée de la station Square-Victoria–OACI, clin d’œil au métro parisien.
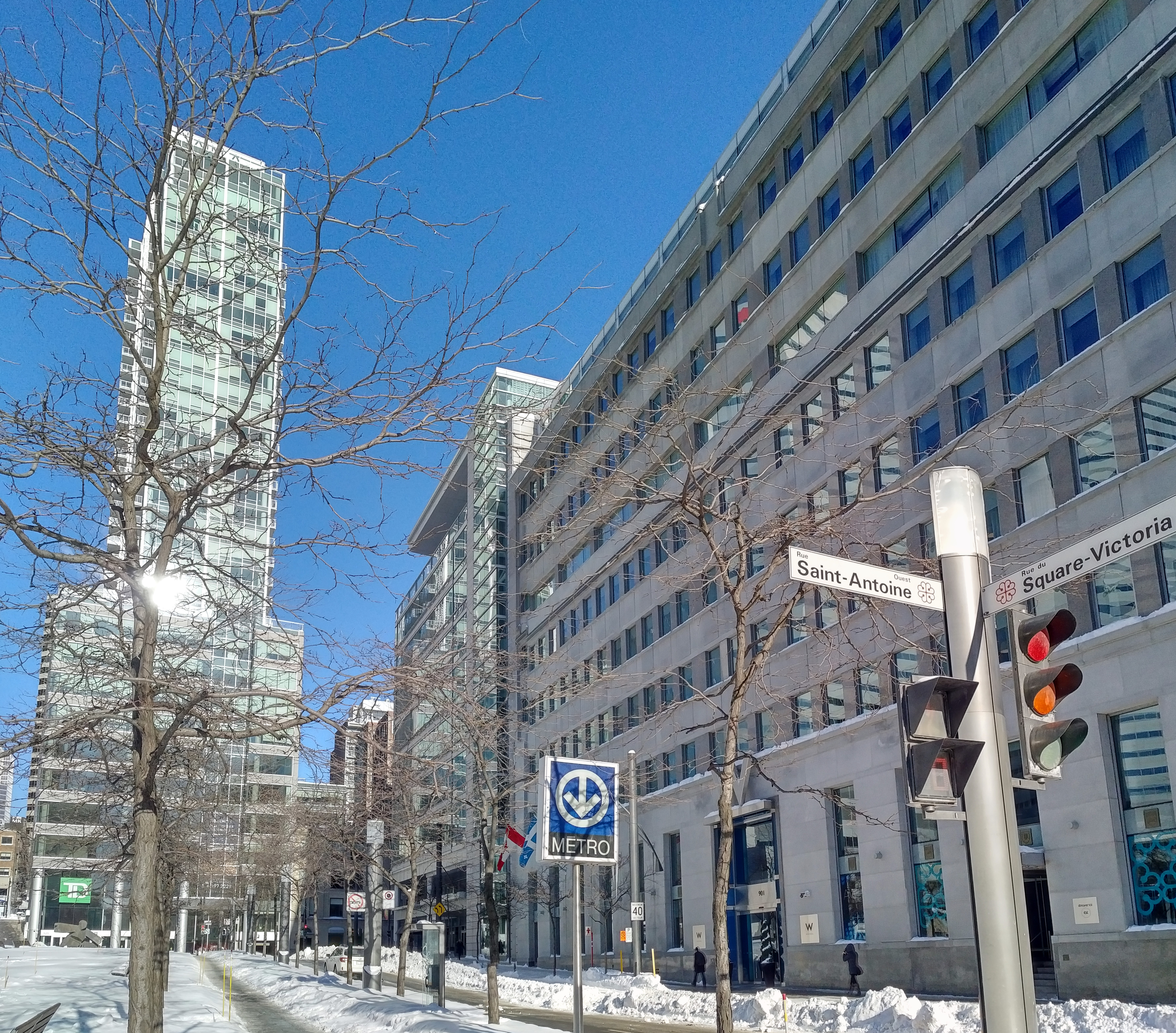
Vue du coin Saint-Antoine sur la tour Aimia.
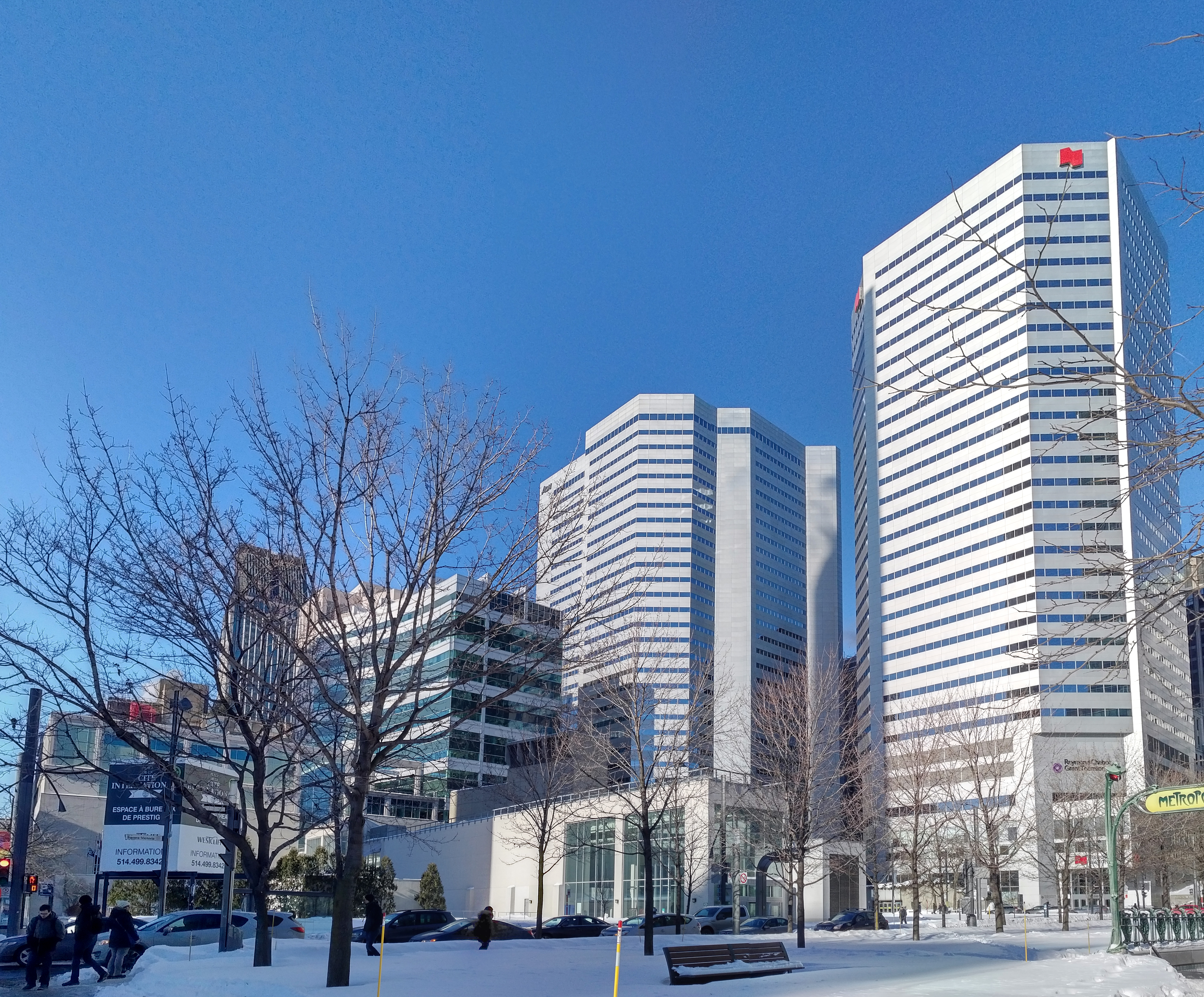
Vue sur l'édifice de la Banque Nationale.
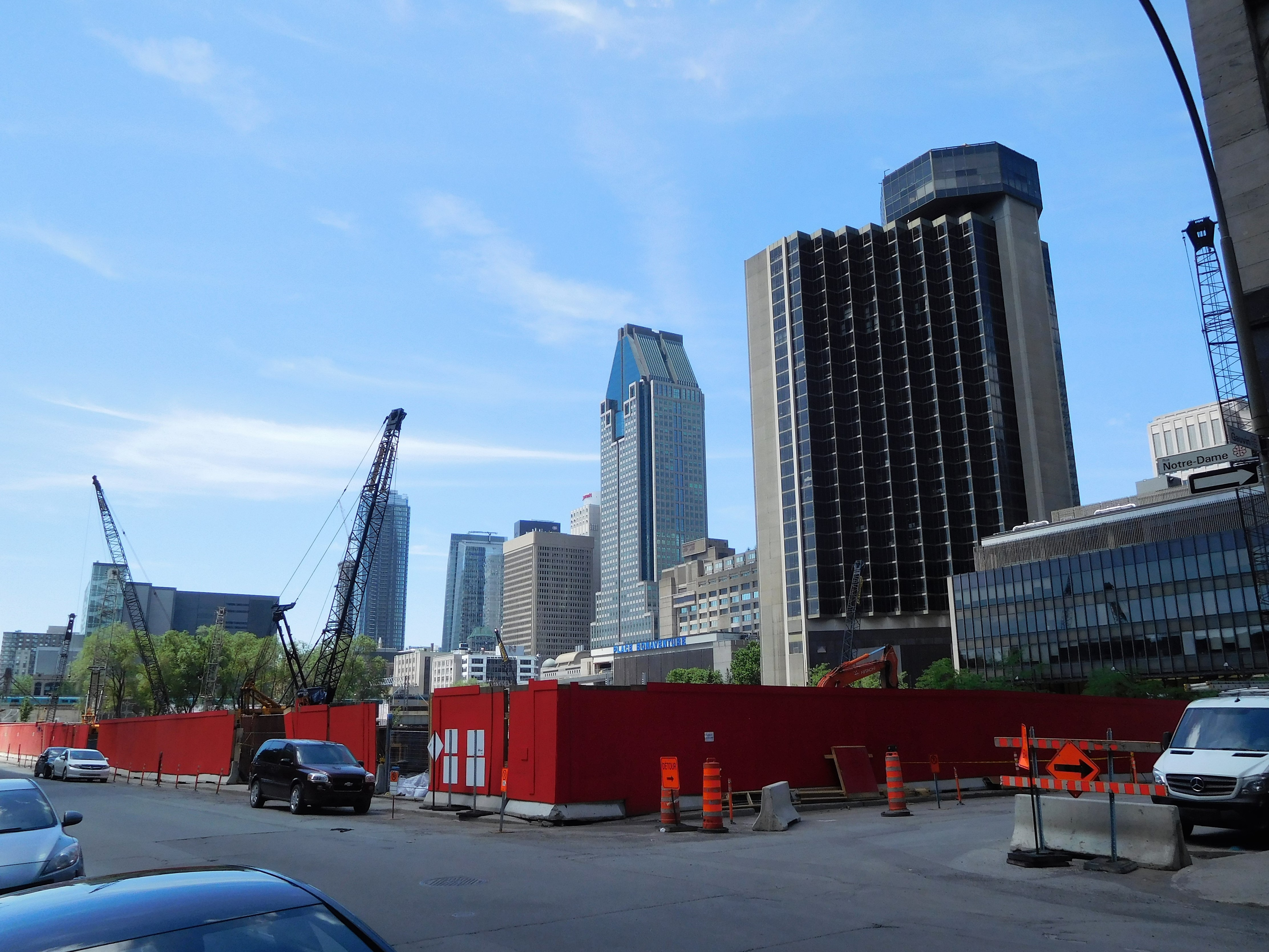
Victoria sur le parc, chantier, juillet 2019